# شرف فتح الباب (مسلسل)
شرف فتح الباب مسلسل مصري إنتاج عام 2008 بطولة للفنان (يحيى الفخراني

## القصة
تدور أحداث المسلسل في إطار اجتماعي درامي حول الأستاذ شرف فتح الباب بركات الذي يجسده الفخراني في دور موظف بسيط يعيش في مدينة مرسى مطروح الساحلية، حباه الله بأبناء متفوقين في دراساتهم. يعمل شرف فتح الباب في وظيفة أمين مخازن في إحدى شركات المقاولات الحكومية التي أممتها الدولة بعد الثورة وراتبه يكفيه بالكاد عند ضمه إلى راتب زوجته التي تعمل في مديرية الزراعة في المحافظة ذاتها، لكنه يشتهر بأمانته وتفانيه في العمل وإخلاصه لبيته وعائلته وحرصه على تربية أولاده أفضل تربية وتعليمهم أحسن تعليم. يتعرض شرف فتح الباب إلى الكثير من المتاعب والمواقف الظالمة، الأمر الذي يدفع به إلى التخلي عن مبادئه لتأمين مستقبل أولاده مما يدخله في صراع نفسي حاد يؤثر على أفراد عائلته والمقربين منه بشكل كبير.

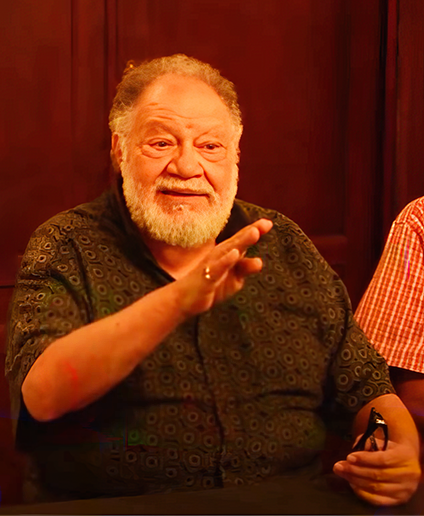
يحيى الفخراني في دور شرف فتح الباب بركات

## شخصات المسلسل
- يحيى الفخراني شرف فتح الباب بركات
- هالة فاخر سعاد المواردي
- أحمد خليل شبل العيسوي
- بثينة رشوان مديحة عبد الظاهر
- تهاني راشد والدة مديحة
- علاء زينهم فوزي المواردي
- صبري عبد المنعم لطفي عبد الظاهر
- عبد السلام الدهشان
- أميرة هاني سارة
- أحمد الحلواني قضية
- شعبان حسين إسماعيل
- محمد لطفي سيد خردة
- محمد ريحان
- رامز أمير عبد الرحمن
- هبة حسن ندى
- رشا نور الدين أماني
- محمد مفتاح : سامى
- وليد عمر: إسلام
- عبد الخالق الجابر: طه
- عبد الرحيم حسن : عبد المولى
- ناجى سعد: هلال فتح الباب
- عثمان محمد على: رجب حمزة عبد الفتاح
- حسام شعبان
- محمد عبد القوي
- محمد شلش
- ماهر محمود
- محمود البنا
- على السيد
- أشرف صالح
- جميلة عزيز
- أشرف عبد الفضيل
- على كمالو
- محمد عبد الحليم
- كمال زغلول
- عيد أبو الحمد
- محمد جمعة
- عاطف طنطاي
- طلعت شريف
- فلك نور
- حسن عثمان
- على خليفة
- ألفريد كمال

## فريق العمل
- إخراج: رشا هشام شربتجي
- إنتاج: كنج توت للإنتاج الإعلامي ، هشام شعبان
- تأليف: محمد جلال عبد القوي
- موسيقي تصويرية: عمار الشريعي
- كلمات التتر: سيد حجاب
- غناء التتر: مدحت صالح
- مساعد إخراج: إيمان عبد القوي
- مساعد مخرج أول: عمرو الصياد
- مخرج مساعد: طنطاوي إبراهيم
- مخرج منفذ: أحمد شفيق
- مدير الإضاءة: ناصر الركا
- مدير التصوير: ناصر الركا
- مونتاج فيديو: محمد فؤاد
- مونتاج التتر: محمد عادل سلامة
- تصميم التتر: سعد حسونة
- مهندس الديكور: عادل المغربي
- مهندس الصوت: طارق محارمة
- توزيع: كنج توت للإنتاج الإعلامي